# NGC 3175
NGC 3175 este o emission-line galaxy⁠(d) situată în constelația Mașina Pneumatică. A fost descoperită în 30 martie 1835 de către John Herschel. Se află la o distanță de 16,52 megaparseci de Pământ.